# Gottfried Heinrich Stölzel
Gottfried Heinrich Stölzel (født 13. januar 1690 i Grünstädtel i Erzgebirge, død 27. november 1749 i Gotha) var en tysk kapelmester, komponist og musikteoretiker, som i sin samtid havde et ry på linje med Johann Sebastian Bach. Den kendte arie Bist Du bei mir fra Anna Magdalena Bachs notesbog blev længe tilskrevet Bach (BWV 508), men har senere vist sig at være komponeret af Stölzel.
Stölzel var en meget produktiv komponist, som skrev tusindvis af værker, men intet af det, han skrev, blev trykt, og kun omkring 500 kompositioner er bevarede for eftertiden.

## Liv og gerning
Gottfried Heinrich var det andet barn i en flok på ni. Faderen, Heinrich, var skolemester og organist i Schwarzenberg. Moderen, Katarina Lange, var datter af en jurist.
Den første musikuddannelse fik han af faderen. 13 år gammel gik Stölzel på skole i Schneeberg, hvor han fik musikundervisning af Christian Umblaufft, en elev af thomaskantoren Johann Schelle. I 1705 begyndte Stölzel på gymnasium i Gera og fik her musikundervisning af grevens kapeldirektør, Emanuel Kegel. To år senere begyndte Stölzel på et teologistudium i Leipzig, hvor læreren, Melchior Hoffmann, gav vejledning i komposition og hjalp ham med at få opført sine værker. På denne tid blev Stölzel kendt med Johann Friedrich Fasch og Johann Georg Pisendel. Efter et kort studieophold i Italien opholdt Stölzel sig i Praha. I 1710 gav han musikundervisning til adelsfamilier i Breslau og påbegyndte flere kompositioner. Den første opera, Narcissus, kom i Breslau-tiden. I 1713 rejste han igen til Italien og knyttede der kontakter med Francesco Gasparini, Antonio Vivaldi og Giovanni Battista Bononcini. Ved hjælp af disse kontakter fik han indpas i den internationale musikverden.
Til 200-årsmarkeringen for reformationen i 1717 blev Stölzel kaldt til Bayreuth for at skrive kirkemusik. Fra 1. januar 1718 til 30. september 1719 var han kapelmester ved hoffet i Gera, en stilling forbundet med store forpligtelser – blandt andet var han musiklærer ved gymnasiet. Han giftede sig med Christiane Dorothea (1694–1750), datter af Hofdiakonus Magister Johann Knauer i 1719. Sammen fik de ti børn. Året efter udnævnte Frederik 2. af Sachsen-Gotha-Altenburg ham til hofkapelmester, en stilling han havde resten af livet. I Gotha fungerede Stölzel endvidere som musiklærer, skrev flere musikteoretiske skrifter og var beskæftiget som forfatter. Han komponerede i alle de musikformer, som var almindelige på hans tid, og førte hofkapellet frem til en ny blomstring. Endvidere komponerede han værker for hofferne i Gera, Sondershausen og Zerbst. I 1739 blev han medlem af Correspondierende Societät der musikalischen Wissenschaften, som blandt andre også Telemann, Bach og Händel var medlemmer af.
Georg Benda var Stölzels efterfølger som hofkapelmester i Gotha.

## Komponistvirksomhed
I 1725 tonesatte Stölzel Barthold Heinrich Brockes passion Der für die Sünde der Welt gemarterte und sterbende JESUS («Brockes-Passion»), som blev uropført langfredag i Schloss Friedensteins slotskirke. Omkring 1735 sendte Stölzel en afskrift av passionsoratoriet til Sondershausen, hvor den blev opført en række gange. Kopien i Sondershausen blev bevaret, og i 1997 kunne man for første gang i nyere tid høre den igen. Han skrev en Deutsche Messe – en luthersk messe (Kyrie og Gloria) på tysk for firstemmigt kor, strygere og basso continuo. Weihnachtsoratorium, en kantatecyklus i ti dele, som første gang blev opført en gang mellem juleaften 1736 og Helligtrekongersdag 1737, regnes som Stölzels mest betydningsfulde værk.
Fra omkring 1730 udførte Stölzel en mængde kompositionsopgaver for hoffet i Sondershausen. Ved siden af leilighedsværker for festlige anledninger, drejede det sig frem for alt om kirkelige vokalværker.
Stölzel skrev også flere orkesterværker, blandt andre fire concerti grossi, mange symfonier og en koncert for oboe d'amore. Endvidere kammermusikværker, oratorier, messer, motetter, passioner og verdslige kantater. Størstedelen er tabt, deriblandt alle hans fire operaer, Narcissus, Valeria, Artemisia og Orion.
Abhandlung vom Recitativ ("Afhandling om recitativet"), som Stölzel skrev omkring 1739, blev ikke udgivet før i 1962.
Stölzel var en dygtig digter og skrev megen poesi, som han brugte i sine egne vokalværker.
Institut for musikvidenskab ved Ruhr-Universität Bochum og forskningsinstituttet ved Kloster Michaelstein arbejder med at opbygge en internetbaseret værkfortegnelse over Stölzels oeuvre.

## Eftermæle
Enkelte, for eksempel Lorenz Christoph Mizler, regnede Stölzel som en bedre komponist end Johann Sebastian Bach, og Mattheson regnede Stölzel som en af århundredets største musikere.
Nybegyndere ved pianoet kender måske Stölzel gennem nogle af stykkerne i Anna Magdalena Bachs notesbog hvor man også finder hans sandsynligvis mest kendte værk: arien Bist Du bei mir. Stykket blev længe tilskrevet Johann Sebastian Bach (BWV 508) fordi komponisten ikke var angivet i nodehæftet. Arien stammer imidlertid fra Stölzels opera Diomedes oder die triumphierende Unschuld, som blev uropført i Bayreuth den 16. november 1718. Partituret er forsvundet. En kopi af arien lå i Sing-Akademie zu Berlins arkiv og blev regnet som tabt efter et allieret luftangreb under 2. verdenskrig, men i år 2000 blev den genopdaget i konservatoriet i Kiev. Continuostemmen i BWV 508 er forandret i forhold til Stölzels arie, og eftersom håndskriften er Anna Magdalena Bachs, er det usikkert, hvem som skrev den.
Georg Benda, Stölzels efterfølger som kapelmester ved hoffet i Gotha, skrev i 1778: «... Bare de beste av min forgjengers arbeider, de som selv i dag kan brukes som kirkemusikk, er tatt vare på, siden jeg allerede for lenge siden skilte det ut fra det ubrukelige søppelet og oppbevarte det i huset mitt.» Dette kan tyde på, at leilighedsmusik (fødselsdagskantater, serenatas), operaer og lignende, og størstedelen af Stölzels instrumentalmusik gik tabt allerede i Bendas levetid. "Braset" blev formodentlig lagt på loftet i slottet, hvor det utætte tag udsatte manuskripterne for regnvand med mug- og rådskader som resultat. Gnavere som mus og rotter tog også for sig af papiret.
En anden grund til, at så megen musik forsvandt, kan være, at musikerne ved hoffet averterede instrumenter og manuskripter til salgs i Gothas aviser. Det ser ud til, at Stölzel selv gjorde dette, og med Bendas negative syn på Stölzels instrumentalstykker formodes det, at musikerne følte, at der var frit slag for at sælge manuskripterne. Tabene er enorme: Stölzel skal have komponeret over 18 orkestersuiter uden, at en eneste er bevaret, desuden 90 "serenatas" (vokalstykker fremført som taffelmusik). Af de flere tusinde kompositioner, som udelukkende blev opført i Gotha, er kun 12 bevarede.
Hoveddelen af det bevarede materiale efter Stölzel kommer fra Sondershausen, hvor man i 1870 fandt en kasse med manuskripter gemt bag orgelet. I Sondershausen blev 339 kirkekantater, to passioner, en Te Deum og ti verdslige kantater reddet for eftertiden.